# Ivan Šubašić
Ivan Šubašić (Vukova Gorica, Osztrák–Magyar Monarchia, 1892. május 7. – Zágráb, Jugoszlávia, 1955. március 22.) horvát politikus, jugoszláv miniszterelnök, a Horvát Bánság utolsó bánja.

## Élete és pályafutása
Vukova Goricában született, mely akkor az Osztrák–Magyar Monarchiához tartozott (ma: Horvátország). A középiskolát Zágrábban végezte, később beiratkozott az ottani egyetem teológiai fakultására. Az első világháborúban harcolt a Drina folyó mentén a szerbek ellen, később a keleti frontra került, ahol átállt az oroszokhoz. Ott csatlakozott a jugoszláv önkéntesekhez, akik a görög (szaloniki) fronton harcoltak.
A háború után jogi diplomát szerzett a zágrábi egyetemen, majd ügyvédi irodát nyitott Vrbovskóban. Ott találkozott Vladko Mačekkel és csatlakozott a Horvát Parasztpárthoz. 1938-ban beválasztották a Jugoszláv Nemzetgyűlésbe.
Šubašić élete hátralévő részét visszavonultan töltötte, Zágrábban halt meg 1955-ben. A temetésén 10 ezer ember vett részt, sírja a Mirogoj temetőben található.